# Toronto Rock
Toronto Rock ist ein Team der nordamerikanischen National Lacrosse League (NLL) mit Sitz in Hamilton. Das Franchise wurde 1998 im Hamilton, Ontario, als Ontario Raiders gegründet; nachdem es von einem Assistenz-Generaldirektor des Eishockeyteams Toronto Maple Leafs gekauft wurde, wurde es 1999 nach Toronto umgesiedelt.

## Erfolge
Nach dem Umzug nach Toronto 1999 konnte das Team gleich den Champion’s Cup, die Meistertrophäe der NLL, gewinnen. Das Team entwickelte sich zu einem ständigen Anwärter auf die Meisterschaft und stand von 1999 bis 2003 fünf Mal in Folge im Finale und konnte den Champion’s Cup 1999, 2000, 2002 und 2003 gewinnen.
2004 schied Toronto Rock im Finale der Eastern Division aus, gewann den fünften Meistertitel dann aber in der Saison 2005. Der Jubel über den Champion’s Cup verstummte aber sehr schnell, da der ehemalige Trainer der Mannschaft, Les Bartley, der das Team in den ersten fünf Saisons trainiert hatte, weniger als 18 Stunden später im Alter von 51 Jahren an Krebs starb.
Die schlechteste Saison ihres Bestehens hatten sie 2006, als sie nur den dritten Platz in der Eastern Division nach der Regulären Saison belegten und schon im Divisions-Halbfinale ausschieden.
Mit sechs Meistertiteln sind sie das erfolgreichste kanadische Team der MILL/NLL-Geschichte. Nur die Philadelphia Wings sind mit sechs Titeln in der gesamten Historie der Liga genauso erfolgreich.
Seit 2021 ist das Team wieder in Hamilton ansässig und trägt seine Heimspiele im FirstOntario Centre aus. Der Name Toronto Rock blieb erhalten.

## Saisonergebnisse
| Saison         | Division  | S-N   | RS | Heim  | Auswärts | ET    | GT    | Playoffs             |
| -------------- | --------- | ----- | -- | ----- | -------- | ----- | ----- | -------------------- |
| 1999           |           | 9-3   | 1. | 6-0   | 3-3      | 157   | 139   | Meisterschaft        |
| 2000           |           | 9-3   | 1. | 5-1   | 4-2      | 162   | 130   | Meisterschaft        |
| 2001           |           | 11-3  | 1. | 6-1   | 5-2      | 168   | 125   | Finale               |
| 2002           | Northern  | 11-5  | 1. | 8-0   | 3-5      | 223   | 176   | Meisterschaft        |
| 2003           | Northern  | 11-5  | 1. | 6-2   | 5-3      | 195   | 164   | Meisterschaft        |
| 2004           | Eastern   | 10-6  | 1. | 5-3   | 5-3      | 202   | 176   | Divisions-Finale     |
| 2005           | Eastern   | 12-4  | 1. | 6-2   | 6-2      | 227   | 190   | Meisterschaft        |
| 2006           | Eastern   | 8-8   | 3. | 5-3   | 3-5      | 182   | 179   | Divisions-Halbfinale |
| Total          | 8 Saisons | 81-37 |    | 47-14 | 34-25    | 1,516 | 1,279 |                      |
| Playoff Totals |           | 11-3  |    | 9-3   | 2-0      | 169   | 151   |                      |

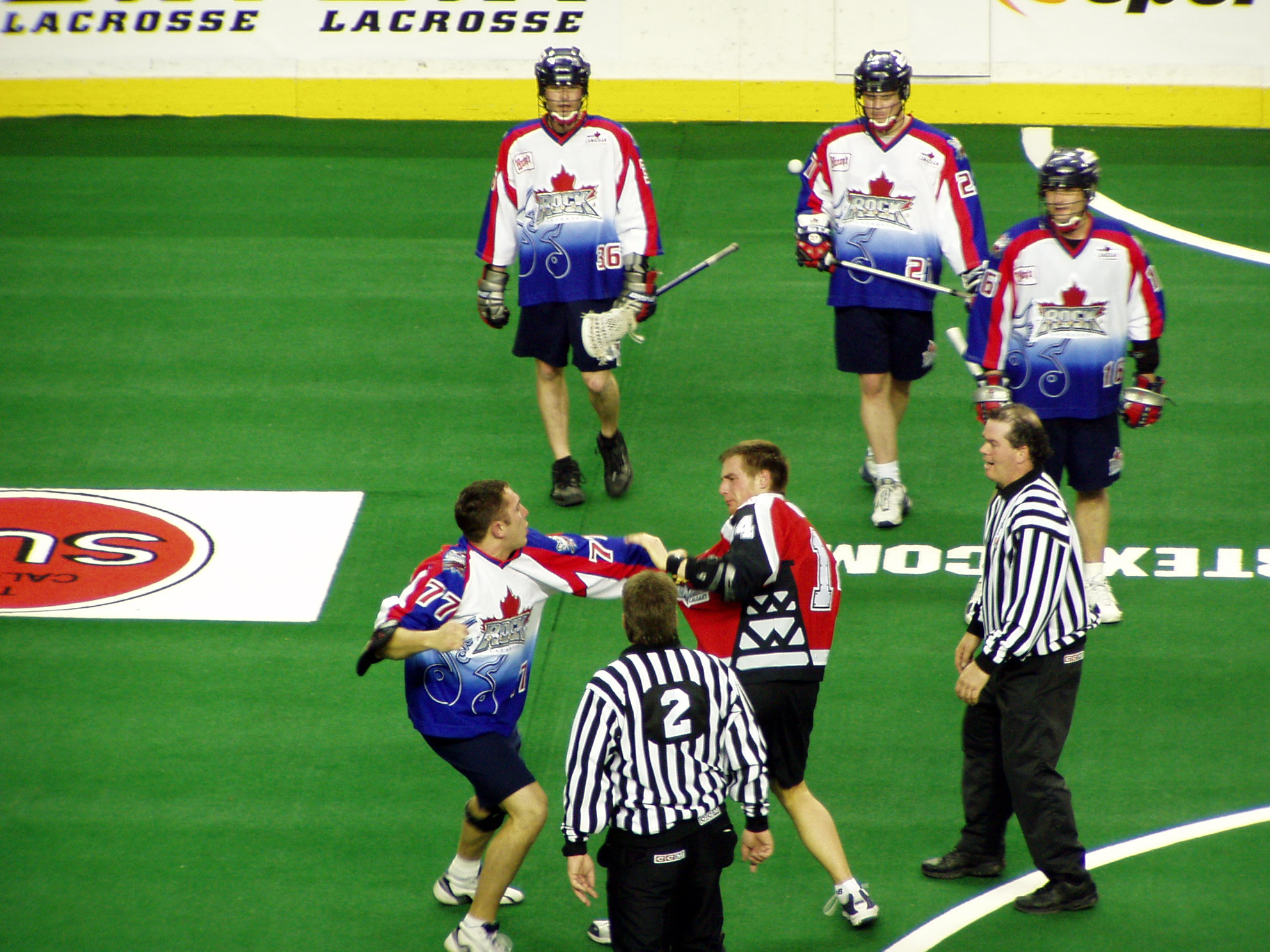
Eine Schlägerei zwischen zwei Spielern der Toronto Rock und deren Erzrivalen Calgary Roughnecks

S-N = Siege-Niederlagen; RS = Divisions-Platzierung der Regulären Saison; ET = Erzielte Tore; GT = Gegentore; 